# ولاد حمو سميد الماء (العوامرة المركز)
دوار اولاد حمو سميد الماء هو دُوَّار يقع بجماعة العوامرة، إقليم العرائش، جهة طنجة تطوان الحسيمة في المملكة المغربية. ينتمي الدوّار لمشيخة العوامرة المركز التي تضم دوارين. يقدر عدد سكانه بـ 1299 نسمة حسب الإحصاء الرسمي للسكان والسكنى لسنة 2004. ينتمي لقبيلة الخلوط و يضم 7 أعراف من السكان الاصلين للدوار ولجماعة العوامرة.

## روابط خارجية
- البوابة الوطنية للجماعات الترابية
- المندوبية السامية للتخطيط